# Vorspiel zum 3. Akt der Operette "Jabuka"
Vorspiel zum 3. Akt der Operette "Jabuka" (Förspel till akt III av operetten "Jabuka") är ett orkesterverk av Johann Strauss den yngre. Datum och plats för första framträdandet är okänt.

## Historia
Johann Strauss operett Jabuka saknar ouvertyr och har endast ett kort förspel. Efter premiären i oktober 1894 var det emellertid "förspelet till akt III" (Nr. 13½) som framfördes i konsertsalarna. Flera journalister ansåg att detta orkestermellanspel var höjdpunkten i operetten. Kritikern i tidningen Neue Freie Presse (13 oktober 1894) skrev:
"Anmärkningsvärt nog så utgjorde ett orkesterstycke i en Straussoperett ett absolut skakande intryck: orkesterförspelet till tredje akten börjar i valstakt, utforskar ovanligt ömma känslor och flödar över av melodisk sötma. Publiken kunde inte höra nog av denna mellanaktsmusik och den fick tas om: alla tänkte instinktivt på den stormande succé som Pietro Mascagnis Intermezzo fick vid det första framförandet [20 mars 1891] av 'Cavalleria rusticana' i vår Operasalong".
Strauss skrev förspelet uteslutande med musik från kvartetten (Nr. 17) i akt III sjungen av Jelka, Mirko, Anitta och Vasil. Det första temat (Andante con moto) är en polkamazurka, " "Siehe die Sonne verglüh'n in Pracht!", användes också som tema 1A i det separata orkesterstycket Sonnenblume (op. 459). Andra delen av förspelet går i valstakt och återfinns i kvartetten med orden "Ich bin dir gut seit ich dich sah", och detta tema gav senare namn till orkesterstycket Ich bin dir gut! (op. 455).
Söndagen den 28 oktober 1894 annonserade tidningen Fremden-Blatt om en konsert i "Gartenbau-Restaurant" dirigerad av Carl Wilhelm Drescher (1850-1925). Bland verken som framfördes fanns ett stycke med titeln "Fragment aus Johann Strauss' Operette 'Jabuka'". Eduard Strauss skrev till sin broder Johann den 10 november 1894: 
"Utifrån orkestermaterialet till förspelet till akt III... såg jag att den enbart består av en mazurka och valstemat. Men om jag presenterar förspelet som en nyhet befarar jag att min vanliga publik skulle bli besviken. Jag kom då på idén att förstärka förspelet med ett 'bidrag' från andra teman, och vid valet fann jag min favorit av alla teman: det i 6/8-takt i B-Dur ["Ja, einen solchen feurig süssen", sjungen av Mirko i duetten med Jelka 1 (Nr. 7) i akt I] ... Detta tema, med sin uttrycksfullt lyriska karaktär, är det vackraste och mest betydande - och min favorit - av alla nummer. Med en övergångsdel på några takter i F-Dur har jag sedan sammanfogat det tidigare nämnda förspelet och jag kallar denna kombination: 'Fragment från operetten', det är så som jag kommer presentera det i dag och i morgon. Jag är glad att verket gläder mig än mer. Det smärtar mig att du inte kan höra det".
Eduard Strauss framförde det första publika framförandet av sitt eget arrangemang med hjälp av Capelle Strauss i Gyllene salen i Musikverein den 11 november 1894. Verket spelades som femte stycke i första konsertdelen med den titel som Eduard hade meddelat sin broder: "Fragmente aus der Operette: 'Jabuka' (Das Apfelfest)". 

## Om verket
Speltiden är ca 3 minut och 15 sekunder plus minus några sekunder beroende på dirigentens musikaliska tolkning.

## Weblänkar
- Vorspiel zum 3. Akt der Operette "Jabuka" i Naxos-utgåvan.